# Goliszów

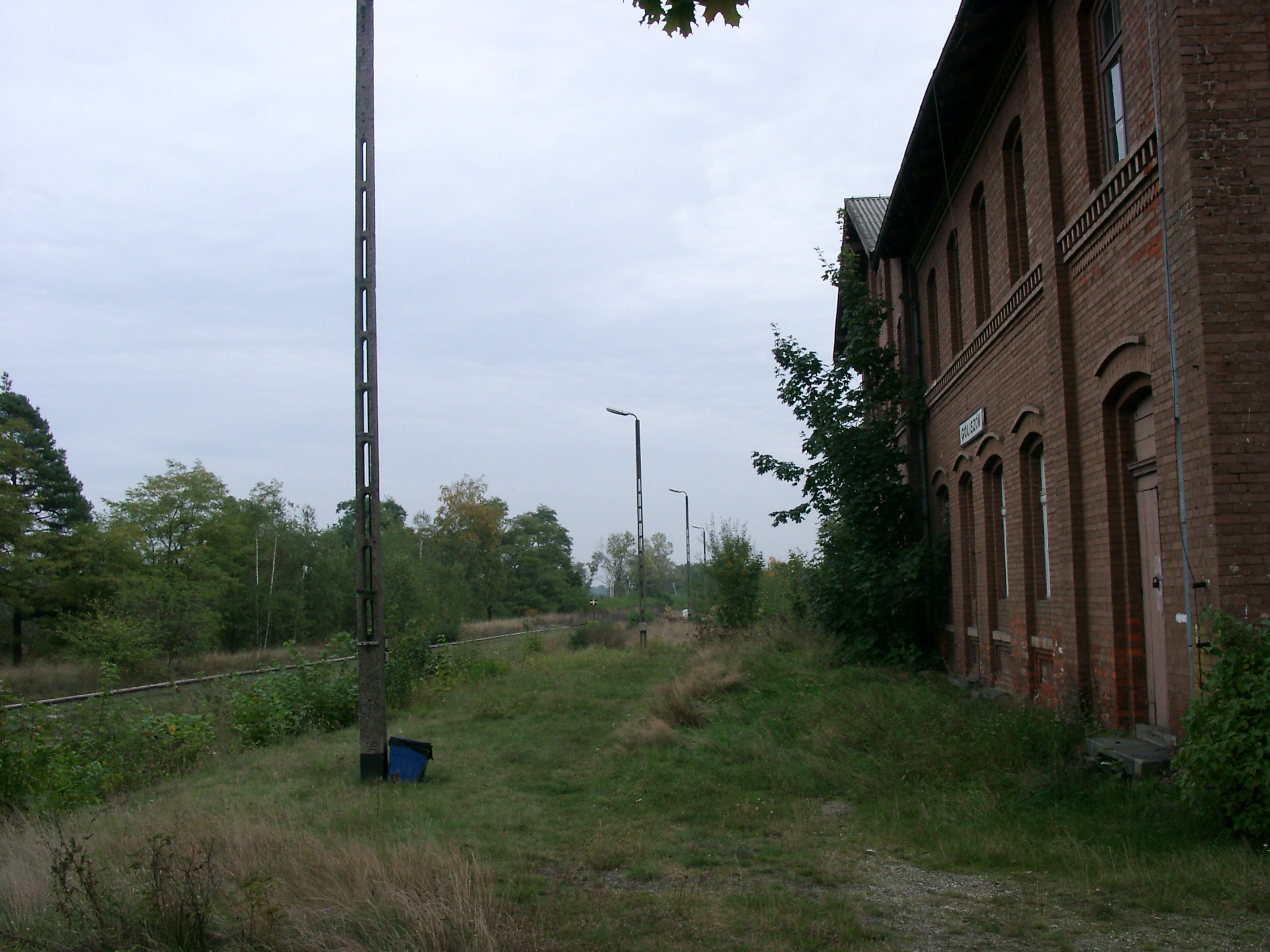
Niszczejący przystanek kolejowy Goliszów (przystanek kolejowy)

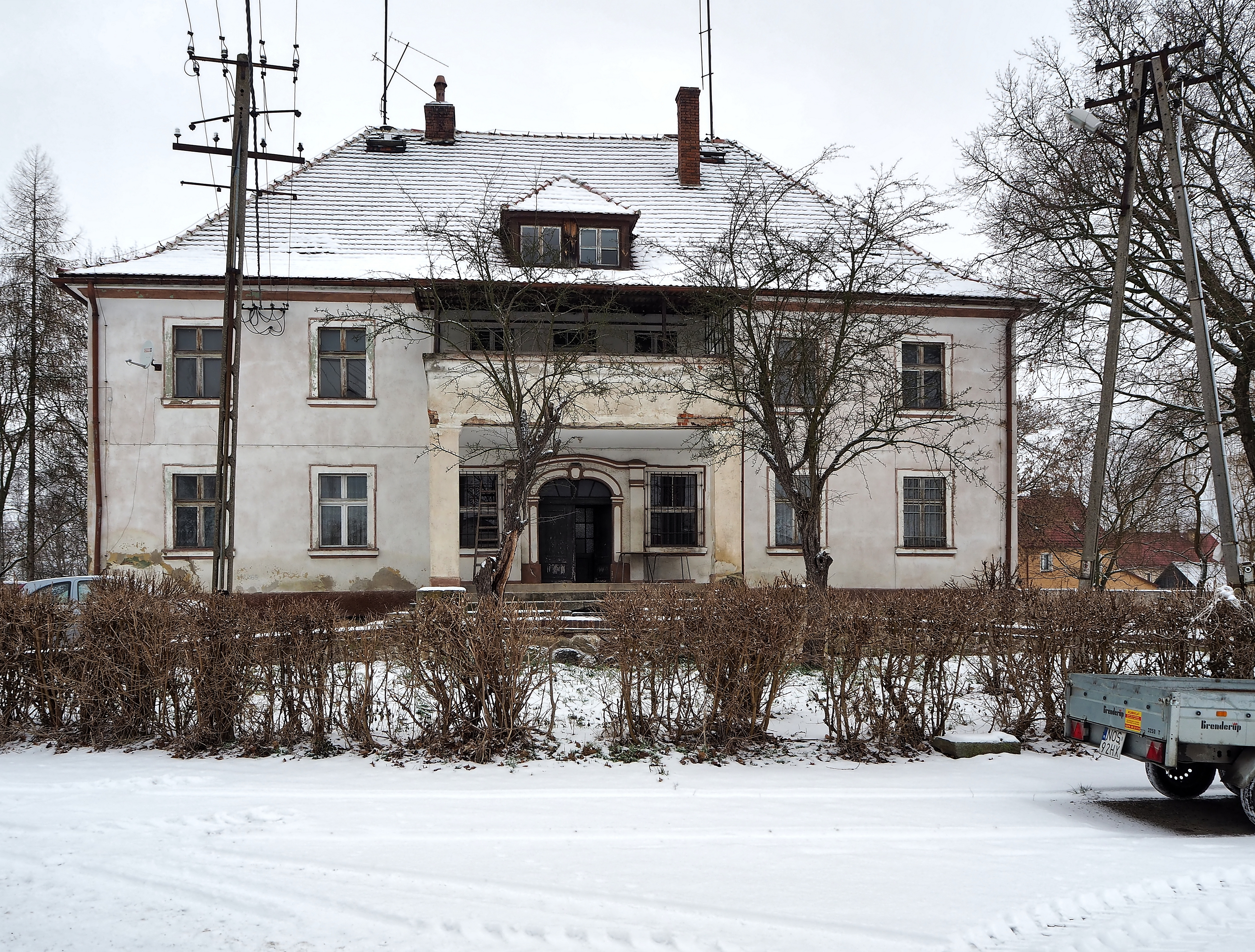
Budynek byłego PGR

Goliszów (niem. Göllschau) – wieś w Polsce położona w województwie dolnośląskim, w powiecie legnickim, w gminie Chojnów, nad Skorą.

## Podział administracyjny
W latach 1975–1998 miejscowość administracyjnie należała do województwa legnickiego.

## Historia
Powstała w 1210 roku wieś, nosiła niegdyś nazwę Golostouci, która prawdopodobnie wywodzi się od imienia Golisz lub słowiańskiego wyrazu „goło”. W przeszłości miały miejsce liczne powodzie.

## Zabytki
Do wojewódzkiego rejestru zabytków wpisane są:
- kościół filialny pw. Najświętszej Marii Panny, gotycko-barokowy z XVI w., przebudowany w pierwszej połowie XVIII w.; z barokowymi epitafiami
- zespół dworski (nr 93), z XVIII-XIX w.
  - rządcówka
  - park
  - Dwór na wyspie w Goliszowie

## Sport
W miejscowości funkcjonuje Ludowy Zespół Sportowy Mewa Goliszów.

## Znane osoby pochodzące z Goliszowa
- Kazimiera Jaworska – doktor hab. nauk humanistycznych, profesor Papieskiego Wydziału Teologicznego we Wrocławiu, wieloletnia prorektor Państwowej Wyższej Szkoły Zawodowej im. Witelona w Legnicy
- Sławomir Opiela – mistrz świata w strzelectwie sportowym HFT w kat. Recoiling[6] (2019)
- Adam Grabowiecki – polski polityk, przedsiębiorca, poseł na Sejm X kadencji